# Prémio Satellite de Melhor série musical ou de comédia
O Prémio Satellite de Melhor série musical ou de comédia premeia a melhore série de comédia ou musical pela International Press Academy.

## Vencedoras e nomeadas

### Anos 1990
| Ano  | Vencedoras e Indicadas | Canal |
| ---- | ---------------------- | ----- |
| 1996 | The Larry Sanders Show | HBO   |
| 1996 | 3rd Rock from the Sun  | NBC   |
| 1996 | Cybill                 | CBS   |
| 1996 | Seinfeld               | NBC   |
| 1996 | Spin City              | ABC   |
| 1997 | Frasier                | NBC   |
| 1997 | The Drew Carey Show    | ABC   |
| 1997 | The Larry Sanders Show | HBO   |
| 1997 | Mad About You          | NBC   |
| 1997 | Spin City              | ABC   |
| 1998 | Ellen                  | ABC   |
| 1998 | 3rd Rock from the Sun  | NBC   |
| 1998 | Frasier                | NBC   |
| 1998 | Mad About You          | NBC   |
| 1998 | Suddenly Susan         | NBC   |
| 1999 | Action                 | Fox   |
| 1999 | Becker                 | CBS   |
| 1999 | Dharma & Greg          | ABC   |
| 1999 | Frasier                | NBC   |
| 1999 | Sex and the City       | HBO   |

### Anos 2000
| Ano  | Vencedoras e Indicadas             | Canal          |
| ---- | ---------------------------------- | -------------- |
| 2000 | Sex and the City                   | HBO            |
| 2000 | Frasier                            | NBC            |
| 2000 | Friends                            | NBC            |
| 2000 | Just Shoot Me!                     | NBC            |
| 2000 | The Simpsons                       | Fox            |
| 2001 | Sex and the City                   | HBO            |
| 2001 | Dharma & Greg                      | ABC            |
| 2001 | Everybody Loves Raymond            | CBS            |
| 2001 | Frasier                            | NBC            |
| 2001 | Friends                            | NBC            |
| 2002 | The Bernie Mac Show                | Fox            |
| 2002 | Curb Your Enthusiasm               | HBO            |
| 2002 | Friends                            | NBC            |
| 2002 | Gilmore Girls                      | The WB         |
| 2002 | Scrubs                             | NBC            |
| 2003 | Arrested Development               | Fox            |
| 2003 | Da Ali G Show                      | HBO            |
| 2003 | The Bernie Mac Show                | Fox            |
| 2003 | Curb Your Enthusiasm               | HBO            |
| 2003 | Kid Notorious                      | Comedy Central |
| 2003 | Sex and the City                   | HBO            |
| 2004 | Desperate Housewives               | ABC            |
| 2004 | Arrested Development               | Fox            |
| 2004 | The Bernie Mac Show                | Fox            |
| 2004 | Gilmore Girls                      | The WB         |
| 2004 | Scrubs                             | NBC            |
| 2005 | The Daily Show                     | Comedy Central |
| 2005 | Boston Legal                       | ABC            |
| 2005 | The Colbert Report                 | Comedy Central |
| 2005 | Entourage                          | HBO            |
| 2005 | My Name Is Earl                    | NBC            |
| 2006 | Ugly Betty                         | ABC            |
| 2006 | The Colbert Report                 | Comedy Central |
| 2006 | Entourage                          | HBO            |
| 2006 | Everybody Hates Chris              | The CW         |
| 2006 | The Office                         | NBC            |
| 2007 | Pushing Daisies                    | ABC            |
| 2007 | Chuck                              | NBC            |
| 2007 | Extras                             | HBO            |
| 2007 | Flight of the Conchords            | HBO            |
| 2007 | Ugly Betty                         | ABC            |
| 2007 | Weeds                              | Showtime       |
| 2008 | Tracey Ullman's State of the Union | Showtime       |
| 2008 | 30 Rock                            | NBC            |
| 2008 | The Colbert Report                 | Comedy Central |
| 2008 | It's Always Sunny in Philadelphia  | FX             |
| 2008 | Pushing Daisies                    | ABC            |
| 2008 | Skins                              | E4             |
| 2009 | Glee                               | Fox            |
| 2009 | 30 Rock                            | NBC            |
| 2009 | The Big Bang Theory                | CBS            |
| 2009 | Flight of the Conchords            | HBO            |
| 2009 | How I Met Your Mother              | CBS            |
| 2009 | Weeds                              | Showtime       |

### Anos 2010
| Ano  | Vencedoras e Indicadas            | Canal                |
| ---- | --------------------------------- | -------------------- |
| 2010 | The Big C                         | Showtime             |
| 2010 | 30 Rock                           | NBC                  |
| 2010 | Glee                              | Fox                  |
| 2010 | Modern Family                     | ABC                  |
| 2010 | Nurse Jackie                      | Showtime             |
| 2010 | Raising Hope                      | Fox                  |
| 2010 | United States of Tara             | Showtime             |
| 2011 | It's Always Sunny in Philadelphia | FX                   |
| 2011 | The Big C                         | Showtime             |
| 2011 | Community                         | NBC                  |
| 2011 | Episodes                          | Showtime             |
| 2011 | Louie                             | FX                   |
| 2011 | Modern Family                     | ABC                  |
| 2012 | The Big Bang Theory               | CBS                  |
| 2012 | Community                         | NBC                  |
| 2012 | Girls                             | HBO                  |
| 2012 | Happy Endings                     | ABC                  |
| 2012 | Modern Family                     | ABC                  |
| 2012 | The Office                        | NBC                  |
| 2012 | Parks and Recreation              | NBC                  |
| 2012 | Up All Night                      | NBC                  |
| 2013 | Orange Is the New Black           | Netflix              |
| 2013 | Alpha House                       | Amazon Instant Video |
| 2013 | The Big Bang Theory               | CBS                  |
| 2013 | Brooklyn Nine-Nine                | Fox                  |
| 2013 | Enlightened                       | HBO                  |
| 2013 | Modern Family                     | ABC                  |
| 2013 | Once Upon a Time                  | ABC                  |
| 2013 | The Wrong Mans                    | BBC Two, Hulu        |
| 2013 | A Young Doctor's Notebook         | Sky Arts             |
| 2014 | Transparent                       | Amazon Instant Video |
| 2014 | Alpha House                       | Amazon Instant Video |
| 2014 | The Big Bang Theory               | CBS                  |
| 2014 | Brooklyn Nine-Nine                | Fox                  |
| 2014 | Louie                             | FX                   |
| 2014 | Orange Is the New Black           | Netflix              |
| 2014 | Silicon Valley                    | HBO                  |
| 2014 | Veep                              | HBO                  |
| 2015 | Silicon Valley                    | HBO                  |
| 2015 | Brooklyn Nine-Nine                | Fox                  |
| 2015 | Jane the Virgin                   | The CW               |
| 2015 | Sex&Drugs&Rock&Roll               | FX                   |
| 2015 | The Spoils Before Dying           | IFC                  |
| 2015 | Unbreakable Kimmy Schmidt         | Netflix              |
| 2015 | Veep                              | HBO                  |